# NXTタッグチーム王座
NXTタッグチーム王座（NXT Tag Team Championship）は、アメリカ合衆国のプロレス団体であるWWEのNXTにおける王座の一つである。

## 歴代チャンピオン
| タッグチーム名               | チャンピオン             | チャンピオン           | 戴冠回数 | 保持日数 | 日付           |
| ---------------------------- | ------------------------ | ---------------------- | -------- | -------- | -------------- |
| ブリティッシュ・アンビション | エイドリアン・ネヴィル   | オリバー・グレイ       | 1        | 83日     | 2013年2月13日  |
| ザ・ワイアット・ファミリー   | ルーク・ハーパー         | エリック・ローワン     | 1        | 69日     | 2013年5月8日   |
| —                            | エイドリアン・ネヴィル   | コリー・グレイヴス     | 1        | 76日     | 2013年7月17日  |
| ジ・アセンション             | コナー・オブライエン     | リック・ヴィクター     | 1        | 343日    | 2013年10月2日  |
| ザ・ルチャ・ドラゴンズ       | シン・カラ（2代目）      | カリスト               | 1        | 139日    | 2014年9月11日  |
| —                            | ウェスリー・ブレイク     | バディ・マーフィー     | 1        | 205日    | 2015年1月28日  |
| ザ・ヴォードヴィレインズ     | エイデン・イングリッシュ | サイモン・ゴッチ       | 1        | 81日     | 2015年8月22日  |
| ザ・リバイバル               | スコット・ドーソン       | ダッシュ・ワイルダー   | 1        | 142日    | 2015年11月11日 |
| アメリカン・アルファ         | ジェイソン・ジョーダン   | チャド・ゲイブル       | 1        | 67日     | 2016年4月1日   |
| ザ・リバイバル               | スコット・ドーソン       | ダッシュ・ワイルダー   | 2        | 164日    | 2016年6月8日   |
| #DIY                         | ジョニー・ガルガノ       | トマソ・チャンパ       | 1        | 69日     | 2016年11月19日 |
| ジ・オーサーズ・オブ・ペイン | アカム                   | レーザー               | 1        | 202日    | 2017年1月28日  |
| サニティー                   | エリック・ヤング         | アレクサンダー・ウルフ | 1        | 123日    | 2017年8月19日  |
| アンディスピューテッド・エラ | カイル・オライリー       | ボビー・フィッシュ     | 1        | 180日    | 2017年12月20日 |
| ムスタッシュ・マウンテン     | タイラー・ベイト         | トレント・セブン       | 1        | 22日     | 2018年6月19日  |
| アンディスピューテッド・エラ | カイル・オライリー       | ロデリック・ストロング | 1        | 198日    | 2018年7月11日  |
| ウォー・レイダース           | ハンソン                 | ロウ                   | 1        | 109日    | 2019年1月26日  |
| ストリート・プロフィッツ     | モンテス・フォード       | アンジェロ・ドーキンス | 1        | 88日     | 2019年6月1日   |
| アンディスピューテッド・エラ | ボビー・フィッシュ       | カイル・オライリー     | 2        | 172日    | 2019年8月28日  |
| ザ・ブローザウェイツ         | マット・リドル           | ピート・ダン           | 1        | 86日     | 2020年2月16日  |
| インペリアム                 | マーセル・バーゼル       | ファビアン・アイクナー | 1        | 105日    | 2020年5月13日  |
| ブリーザンゴ                 | ファンダンゴ             | タイラー・ブリーズ     | 1        | 56日     | 2020年8月26日  |
| —                            | オニー・ローカン         | ダニー・バーチ         | 1        | 152日    | 2020年10月21日 |
| MSK                          | ウェス・リー             | ナッシュ・カーター     | 1        | 202日    | 2021年4月7日   |
| インペリアム                 | ファビアン・アイクナー   | マーセル・バーセル     | 2        | 157日    | 2021年10月26日 |
| MSK                          | ウェス・リー             | ナッシュ・カーター     | 2        | 5日      | 2022年4月2日   |
| プリティ・デッドリー         | サム・ストーカー         | ルイス・ハウリー       | 1        | 52日     | 2022年4月12日  |
| ザ・クリード・ブラザーズ     | ブルータス・クリード     | ジュリアス・クリード   | 1        | 91日     | 2022年6月4日   |
| プリティ・デッドリー         | キット・ウィルソン       | エルトン・プリンス     | 2        | 97日     | 2022年9月4日   |
| ザ・ニュー・デイ             | コフィ・キングストン     | エグゼビア・ウッズ     | 1        | 56日     | 2022年12月10日 |
| ギャラス                     | マーク・コフィー         | ウルフギャング         | 1        | 175日    | 2023年2月4日   |
| ザ・ファミリー               | トニー・D'アンジェロ     | スタックス             | 1        | 630日    | 2023年7月30日  |